# Karl Bille
Karl Miller Bille (født 1. april 1971) er en dansk skuespiller, der ikke har nogen skuespilleruddannelse bag sig, men begyndte at optræde i spillefilm i begyndelsen af 1990'erne. Som helt ung medvirkede han som en af hovedrollerne i drama filmen Drengene fra Sankt Petri og i tv-serien Ludo og havde siden en fremtrædende rolle i tv-julekalenderen Brødrene Mortensens Jul. Han er senere blevet kendt for sin rolle som Torkild i Anja og Viktor-filmene.
Karl Bille har desuden i efteråret 2006 udgivet albummet "Ungkarlens Klagesange". Og er medlem af bandet Poptroppen
Karl valgte at prøve nye kræfter inden for pædagogfaget, da han i 2017 begyndte på Københavns Professionshøjskole (Carlsberg Campus) på Vesterbro i København.
Siden 2022 har Karl Bille haft sin egen Youtube-kanal med navnet “Lille Bille”, hvor han synger børnesange.

## Filmografi
- Drengene fra Sankt Petri (1991)
- Smukke dreng (1993)
- Min fynske barndom (1994)
- Sidste time (1995)
- Mørkeleg (1996)
- Brødrene Mortensens Jul (julekalender, 1998)
- Kærlighed ved første hik (1999)
- Manden som ikke ville dø (1999)
- Klinkevals (1999)
- Juliane (2000)
- Anja og Viktor - Kærlighed ved første hik 2 (2001)
- Bertram og Co. (2002)
- Askepop - the movie
- Skatteplaneten

(2003)
- Anja efter Viktor (2003)
- Bølle Bob og Smukke Sally (2005)
- Anja og Viktor 4 - Brændende kærlighed (2007)
- Anja og Viktor 5 - I medgang og modgang (2008)

- Anja og Viktor - The Musical (2018)
- Min Fars Krig - som Kaj Munk (2020)

### TV-serie
- Ludo (1985)
- Container Conrad (1995)